# Premier League Summer Series
La Premier League Summer Series es un torneo de pretemporada de  fútbol que se celebra en los Estados Unidos . Fue anuncada en 2023 y es la segunda competición afiliada a la Premier League que se celebra fuera de Inglaterra, después de la Premier League Asia Trophy . 

## Historia
El torneo fue anunciado en abril de 2023 por el director ejecutivo de la Premier League, Richard Masters,  y la primera edición se llevó a cabo el 22 y el 30 de julio de 2023 en los siguientes estadios: 
- Lincoln Financial Field en Filadelfia, Pensilvania
- Mercedes-Benz Stadium en Atlanta, Georgia
- Exploria Stadium en Orlando, Florida
- Red Bull Arena en Harrison, Nueva Jersey
- FedExField en Landover, Maryland

Los participantes de la primera edición fueron Aston Villa, Brentford, Brighton & Hove Albion, Chelsea, Fulham y Newcastle United .  En la Premier League Summer Series de 2023, Chelsea quedó en primer lugar y Aston Villa segundo.
En marzo de 2025, tras la cancelación de la edición de 2024,  se anunció que regresaría en julio de 2025, con Bournemouth, Everton, Manchester United y West Ham United como participantes.   En la segunda edición, Manchester United quedó en primer lugar y West Ham quedó en segundo.

## Torneos
| Edición | Año  | Campeón           | Subcampeón      | Tercer lugar     | Cuarto lugar           | Referencias |
| ------- | ---- | ----------------- | --------------- | ---------------- | ---------------------- | ----------- |
| 1       | 2023 | Chelsea           | Aston Villa     | Newcastle United | Brighton & Hove Albion | [ 8 ]       |
| 2       | 2025 | Manchester United | West Ham United | Bournemouth      | Everton                |             |

## Estadísticas por equipo
| Equipo                 | Ganadores | Subcampeones | Tercer lugar | Cuarto lugar | Total |
| ---------------------- | --------- | ------------ | ------------ | ------------ | ----- |
| Chelsea                | 1         | —            | —            | —            | 1     |
| Manchester United      | 1         | —            | —            | —            | 1     |
| Aston Villa            | —         | 1            | —            | —            | 1     |
| West Ham United        | —         | 1            | —            | —            | 1     |
| Bournemouth            | —         | —            | 1            | —            | 1     |
| Newcastle United       | —         | —            | 1            | —            | 1     |
| Brighton & Hove Albion | —         | —            | —            | 1            | 1     |
| Everton                | —         | —            | —            | 1            | 1     |